# SN 1991V
SN 1991V – supernowa odkryta 17 kwietnia 1991 roku w galaktyce IC4508. W momencie odkrycia miała maksymalną jasność 18,50m.